# 護佐丸バス
護佐丸バス（ごさまるバス）は、沖縄県中頭郡中城村が企画課企画調整係の所管で運行するコミュニティバスである。

## 概要
中城村が村域東部の平地と村域西部の台地の連絡や、公共交通空白地域の解消を目的に運行しているコミュニティバスである。
伊集回り線・久場回り線・久場琉大線・伊集普天間線の4路線が運行される。2013年度から実証実験を行い、2015年9月より有料で本格運行となる。
運行業務は東陽バス（馬天営業所）が行っている。

## 沿革
- 2014年1月9日-22日 実験運行を実施[1]。
  - ハートライフ〜普天間線9本（土日祝日7本）、第二久場〜琉大病院線Aルート5本（土日祝日3本）・同Bルート4本を運行。
  - マイクロバスを使用（土日祝日運休の便はジャンボタクシーを使用）。
  - 運賃無料。
- 2015年1月13日-2月28日 実証運行を実施[2][3][4][5]。
  - 平日朝運行の久場琉大線・伊集普天間線、平日夕方運行の久場新垣線・伊集北上原線、平日日中と土日祝日運行の久場回り線・伊集回り線の6路線。有料（大人200円均一）。
- 2015年7月6日 通年での運行開始。8月末まではテスト運行として運賃無料。那覇バスと東陽バスが運行。
  - 久場新垣線・伊集北上原線と土日祝日の運行は中止[6]。
- 2015年9月 有料化。
- 2016年4月1日 那覇バスが撤退し東陽バスの単独運行となる。

## 路線
朝の通勤通学時間帯に村内と学校最寄りバス停を結ぶ久場琉大線と伊集普天間線が各2本ずつ運行され、そのあと午前中から夕方にかけて吉の浦会館を起終点に村内を循環する循環路線の伊集回り線と久場回り線が各5本運行される。
久場琉大線と伊集普天間線は奥間で乗り継ぎ料金なしでの乗り継ぎが可能である。久場琉大線は1本が宜野湾市の中部商業高校まで運行するほか、西原高校の通学利用のため、2本とも琉大東口での那覇バス97番との接続を考慮したダイヤとなっている。伊集普天間線は普天間高校に近い普天間りうぼうまで運行し、宜野湾市内の野嵩一丁目にも停車する。
伊集回り線・久場回り線は村内のほか、西原町のハートライフクリニックにも停留所が設けられている。
【 】内は一方方向の便または一部の便のみ停車。
久場琉大線
ひが皮膚科クリニック前 → 久場 → 泊 → 伊舎堂 → 添石公園前 → 中小前 → 役場前 → 安里 → 奥間 → 県営団地前 → サンエー前 → 琉大東口 → 琉大附属学校前 → 琉大北口 → 【中部商業高校前（2便目のみ）】
伊集普天間線
伊集 → 和宇慶 → 南浜 → 北浜 → 津覇 → 奥間 → 新垣 → 営林署前 → 第二登又 → 野嵩一丁目 → 普天間りうぼう
伊集回り線・久場回り線
吉の浦会館 - 【役場前（久場回り線のみ）】 - 安里 - 奥間 - 津覇 - 北浜 - 南浜 - 和宇慶 - 伊集 - ハートライフクリニック - 津覇 - 【県営団地前（伊集回り線のみ）】 - サンエー前 - 琉大東口 - 【琉大附属学校前（両方向夕方2本のみ停車）】 - 琉大北口 - 南上原 - 売店前 - 北上原 - 新垣 - 営林署前 - サンヒルズ - 第二登又 - 野嵩一丁目 - 普天間りうぼう - 野嵩一丁目 - 登又 - 添石 - 中城モール - 久場 - 泊 - 伊舎堂 - 添石公園前 - 中小前 - 役場前 - 吉の浦会館
※伊集回り線は上記の順、久場回り線は上記と逆順で運行
※伊集回り線の最終便は吉の浦会館 - 県営団地前間途中無停車
全便土日祝日、慰霊の日（6月23日）、年末年始（12月31日から1月3日）は運休。

## 運賃
大人200円均一（前払い）、中学生・65歳以上の人・障害者手帳所持者は半額の100円、小学生は50円。
50枚綴りの回数券がある。

## 車両
日野・ポンチョの専用車を使用する。